# Clannad (jogo eletrônico)
Clannad é jogo de romance visual japonês desenvolvido pela Key e lançado em 28 de abril de 2004, para o sistema operacional Windows. Enquanto as duas primeiras obras anteriores da Key, Kanon e Air, haviam sido lançadas inicialmente como jogos para adultos e depois censuradas para o público mais jovem, Clannad foi especificamente criada para todas as idades. Posteriormente, foi portado para PlayStation 2, PlayStation Portable, Xbox 360, PlayStation 3, PlayStation Vita, PlayStation 4 e Nintendo Switch. Uma versão em inglês para Windows foi lançada no Steam pela Sekai Project em 2015.
A história segue a vida de Tomoya Okazaki, desde a adolescência até a idade adulta. Como um estudante do ensino médio comum, ele conhece muitas pessoas em seu último ano de escola, incluindo cinco garotas,   ele ajuda a resolver os problemas de cada uma delas, e sua vida é detalhada ainda mais após se formar no ensino médio. A jogabilidade de Clannad segue uma trama que se desdobra em diferentes cenários com base em várias interações do personagem do jogador. O jogo foi classificado como o jogo de PC mais vendido no Japão na época de seu lançamento e figurou várias vezes entre os 50 mais vendidos no país. A Key prosseguiu com um spin-off para adultos intitulado Tomoyo After: It's a Wonderful Life em novembro de 2005, que expandiu a história de Tomoyo Sakagami, uma das cinco heroínas de Clannad.
Clannad passou por várias adaptações para outras mídias. Foram publicadas quatro adaptações em mangá pela ASCII Media Works, Flex Comix, Fujimi Shobo e Jive. Também foram publicadas antologias em quadrinhos, light novels e livros de artista, além de CD drama e vários álbuns de música. Uma adaptação para filme de anime foi feita pela Toei Animation foi lançada em setembro de 2007, seguida por duas séries de televisão de anime, incluindo dois OVAs produzidos pela Kyoto Animation entre 2007 e 2009. As adaptações animadas receberam números de vendas expressivos no Japão, bem como aclamação crítica no exterior.

## Jogabilidade
Clannad é um romance visual de drama e romance no qual o jogador assume o papel de Tomoya Okazaki. Grande parte da jogabilidade envolve a leitura da narrativa e de diálogos da história. Clannad segue uma trama com múltiplos desfechos, dependendo das decisões que o jogador toma durante o jogo, a história se desenvolverá em uma direção específica.
Existem seis tramas principais que o jogador poderá seguir, sendo cinco delas inicialmente disponíveis. Ao longo do jogo, o jogador é apresentado a várias opções para escolher, e a progressão do texto pausa nesses pontos até que uma escolha seja feita. Para ver todas as tramas em sua totalidade, o jogador deve jogar o jogo várias vezes e tomar decisões diferentes para alterar a progressão da história.
Quando joga pela primeira vez, os cenários para as cinco heroínas e cenários menores adicionais estão disponíveis naquilo que é chamado de arco de história da Vida Escolar. Quando o jogador completa o cenário de um personagem, ele ou ela recebe uma esfera de luz. Quando oito dessas luzes são obtidas, o segundo arco da história do jogo, chamado "After Story" (História Depois), é desbloqueado. Uma das luzes desaparece durante a Vida Escolar, mas reaparece em After Story. Para ver o final verdadeiro de Clannad, todas as 13 luzes devem ser obtidas. Originalmente, as luzes eram destinadas a ser itens que os jogadores poderiam usar no jogo, mas como isso aumentava a complexidade do jogo e distraía da trama, a função das luzes foi simplificada e tornada menos intrusiva.

## Desenvolvimento
O produtor executivo de Clannad foi Takahiro Baba da Visual Arts, a empresa que controla a Key. Jun Maeda, que foi um dos três roteiristas, junto de Kai e Yūichi Suzumoto, liderou o planejamento de Clannad e escreveu a maioria dos cenários. A assistência de cenário foi fornecida por Tōya Okano. Itaru Hinoue liderou a direção de arte e também trabalhou no design de personagens. Miracle Mikipon, Mochisuke, Na-Ga e Shinory complementaram os gráficos de computador. Torino forneceu a arte de fundo. A música do jogo foi composta por Maeda, Shinji Orito e Magome Togoshi.
Para a segunda visual novel de Key, Air, Maeda admitiu que sentiu que conseguia de escrever o que queria para o cenário do jogo, mas depois descobriu que era difícil para os jogadores sentirem e experienciarem Air. Por isso, Maeda sentiu que, para a próximo obra de Key, Clannad, ele tinha como objetivo tornar o jogo mais fácil de ser sentido pelo maior número possível dos jogadores. De qualquer forma, ele queria torná-lo um jogo divertido e começou a planejar Clannad quase imediatamente após a conclusão de Air. Desde o início do planejamento de Clannad, Maeda não queria escrever uma história como em Air, mas, em vez disso, queria se concentrar em escrever uma conexão profunda entre as "pessoas e a cidade" e "humanidade". Maeda percebeu que ele excedeu sua capacidade de escrita ao escrever a maioria dos cenários em Clannad, e compara o processo de escrita de Clannad como um "muro que nunca mais conseguirei superar". Apesar de no começo Maeda sentir que estava preparado, a história do jogo inteiro começou a aumentar para um nível que Maeda nunca previu, e Suzumoto notou que ela aproximadamente dobrou de tamanho do comprimento original projetado. Suzumoto atribuiu o aumento devido à estrutura de alongamento do cenário base do jogo, que fez com que os cenários da "ramificações" também aumentassem.
Também havia preocupações de Clannad ficar similar a Air. Quando o cenário da Nagisa era escrito, havia algumas discussões quanto ao seu comprimento, e, portanto, colocando muito foco na heroína principal. Alguns estavam preocupados de que ter uma única personagem proeminente com um enredo único seria muito parecido com como Air foi estruturado com o foco geral em Misuzu Kamio. Takahiro Baba, o presidente da Visual Arts, chegou a sugerir que fosse diminuído as diferenças entre os cenários das outras personagens, mas isso foi totalmente ignorado, visto que Maeda pensava que a avaliação dos jogadores a respeito do jogo não iria diminuir pelo fato de os cenários serem muito diferentes, pelo contrário, acreditava que o resultado seria bom. Maeda estava preocupado quanto ao arco do After Story, primariamente uma continuação do cenário da Nagisa, ofuscaria os outros cenários do jogo, muito parecido com o que aconteceu com Air de acordo com Maeda. Para evitar que o mesmo acontecesse com Clannad, Maeda focou em fazer a primeira metade da história, o arco da School Life, fosse tão agradável por torná-lo longo e comovente. Clannad é a segunda obra mais longa da Key, conforme reportado por Yūto Tonokawa, em que ele afirmou que Clannad possui 4 mil palavras a menos que o Little Busters! Ecstasy de 2008.

### Histórico de lançamento
Em 2001, a Key anunciou a data de lançamento de Clannad seria em 2002, porém, após diversos adiamentos, Clannad foi lançado em 28 de abril de 2004, como uma versão de edição limitada, rodável nos computadores Windows a partir de um DVD. A edição limitada acompanhava o álbum de remisturas Mabinogi, contendo remisturas das músicas de trilha sonora do romance visual. A edição normal foi lançada em 6 de agosto de 2004. Enquanto Clannad não possuía dublagem originalmente, a Key lançou uma versão para Windows nomeada Clannad Full Voice em 29 de fevereiro de 2008, com dublagem para todos os personagens (exceto Tomoya). Clannad Full Voice continha uma nova CG, e havia atualizado para ser compatível com o Windows Vista. Clannad Full Voice foi posteriormente relançado sob o nome Clannad em 31 de julho de 2009, num conjunto contendo cinco outros romances visuais da Key chamado Key 10th Memorial Box. Uma versão atualizada compatível com o Windows 7 chamada Clannad Memorial Edition foi lançada em 28 de maio de 2010.
Clannad foi lançado para Windows via Steam pela Sekai Project e inglês em 23 de novembro de 2015, e posteriormente, em 17 de outubro de 2019, foi atualizado para também estar disponível em chinês simplificado. Em novembro de 2014, a Sekai Project utilizou o Kickstarter, um site de financiamento coletivo, para produzir uma tradução em inglês de Clannad. Em menos de 24 horas, o projeto já tinha alcançado sua meta de 140 mil dólares. Quando a campanha atingiu a meta estendida de 320 mil dólares, Sekai Project anunciou que também traduziriam e lançariam as histórias paralelas Hikari Mimamoru Sakamichi de para Windows. No total, a campanha no Kickstarter arrecadou 541 161 dólares, excedendo todas as metas estendidas. Hikari Mimamoru Sakamichi de foi lançado no Steam em 2 de junho de 2016, sob o título Clannad Side Stories.
O primeiro porte do jogo para um console foi lançado para o PlayStation 2 (PS2) em 23 de fevereiro de 2006, pela Interchannel. A versão de PS2 foi relançada como uma versão "The Best" em 30 de julho de 2009. A versão de PS2 também foi inclusa no conjunto "Key 3-Part Work Premium Box" junto das versões de PS2 de Kanon e Air, lançado em 30 de julho de 2009. Uma versão para Xbox 360 foi lançada em 28 de agosto de 2008 pela Prototype. Uma versão para PlayStation 3 foi lançada também pela Prototype em 21 de abril de 2011, que posteriormente teve uma versão baixável pela PlayStation Store lançada em 14 de fevereiro de 2013.
Uma versão produzida pela NTT DoCoMo para celulares FOMA foi lançada pela Prototype pela VisualArt's Motto em 26 de novembro de 2007. Posteriormente a Prototype lançou uma versão para telefones SoftBank 3G em 16 de janeiro de 2008. Uma versão para dispositivos Android foi lançada em 18 de setembro de 2012. Uma versão para PlayStation Portable (PSP) foi lançada em 29 de maio de 2008 pela Prototype, que incluia as adições da versão Full Voice de Windows. A edição limitada das versões para PSP e Xbox 360 veio com uma edição "resumida" da série de CDs dramas lançada pela Prototype, contendo cinco histórias separadas cada; o CD incluído na versão para PSP é diferente do CD incluído na versão para Xbox 360. A Prototype também lançou uma versão do jogo para o PlayStation Vita em 14 de agosto de 2014, para marcar o aniversário de 10 anos do jogo. A Prototype lançou um porte para PlayStation 4 em 14 de junho de 2018 com suporte para texto em japonês e inglês. Em 4 de julho de 2019, a Prototype lançou um porte para Nintendo Switch, também com suporte para japonês e inglês, e uma versão digital ficou disponível na Nintendo eShop no mesmo dia. Um lançamento físico da versão para Switch recebeu uma edição limitada normal e uma de colecionador pela Limited Run Games por um período de pré-venda de seis semanas, de 14 de abril a 29 de maio de 2020.

## Adaptações

### Livros e publicações
Um livro chamado pre-Clannad, com 39 páginas em tamanho de revista, foi publicado pela SoftBank Creative em 15 de abril de 2004. O livro continha imagens do romance visual, breves explicações das personagens, além de esboços de produção e desenhos conceituais. Em 12 de outubro de 2004, foi publicado um livro de fãs visual de 160 páginas pela Enterbrain, que continha explicações detalhadas da história, computação gráfica, partituras para as músicas de abertura e encerramento, e entrevistas com os criadores. No final do livro, havia ilustrações originais das personagens de Clannad feitas por vários artistas, três capítulos adicionais de Official Another Story e esboços de produção.
Um conjunto de 14 histórias curtas ilustradas que acrescentaram à história de Clannad foi serializado entre setembro de 2004 e outubro de 2005 nas edições da revista Dengeki G's Magazine da ASCII Media Works. Intitulado Official Another Story Clannad: Hikari Mimamoru Sakamichi de, consistia em 13 capítulos regulares e um capítulo extra de bônus. Os capítulos foram escritos pela equipe de roteiristas da Key e cada história foi acompanhada por ilustrações do artista japonês GotoP. Duas histórias adicionais foram incluídas quando foram reunidas em um volume encadernado de 103 páginas lançado em 25 de novembro de 2005.
Hikari Mimamoru Sakamichi de foi posteriormente relançado para os telefones celulares SoftBank 3G e FOMA produzidos pela Prototype através do VisualArt's Motto, a partir de janeiro de 2008. Um capítulo era lançado semanalmente, com as versões para SoftBank 3G saindo três semanas depois da versão para telefones FOMA. A coleção foi lançada como conteúdo baixável via Xbox Live para a versão de Xbox 360 de Clannad lançada em 28 de agosto de 2008. A Prototype relançou novamente a coleção, desta vez no PSP, em dois volumes, cada um contendo oito capítulos e incluindo a arte original de GotoP. O primeiro volume foi lançado em 3 de junho de 2010, e o segundo seguiu em 15 de julho de 2010; o relançamento é descrito pelos desenvolvedores como uma "visual sound novel". A Prototype lançou a coleção de histórias curtas como conteúdo baixável em 6 de julho de 2011, para a versão de PS3 de Clannad. Hikari Mimamoru Sakamichi de foi lançado em dois volumes em dispositivos Android: o primeiro volume em 30 de novembro de 2011, e o segundo em 11 de abril de 2012. A Prototype portou-o para o Nintendo Switch em 20 de maio de 2021, com suporte a texto em japonês e inglês.
Dois romances de antologia das personagens de Clannad foram escritos por vários autores e publicados pela Jive em setembro e dezembro de 2004. O primeiro volume de uma série de compilação de histórias curtas escrito por Hiro Akizuki e Mutsuki Misaki, intitulado Clannad, foi lançado em novembro de 2008, publicado pela Harvest. O terceiro volume foi lançado em outubro de 2009. Três volumes de uma série de compilação de histórias curtas escritas por vários autores, intitulada Clannad SSS, foram publicados pela Harvest entre junho e agosto de 2009. A Harvest publicou um romance intitulado Clannad Mystery File em agosto de 2010 e outro romance chamado Clannad: Magic Hour em dezembro de 2010.

### Mangá
O primeiro mangá ilustrado po Juri Misaki intitulado Clannad Official Comic foi serializado na revista de mangás Comic Rush da Jive entre as edições de maio de 2005 e abril de 2009. A Jive publicou oito volumes tankōbon entre 7 de novembro de 2005 e 7 de março de 2009. O segundo mangá, intitulado Official Another Story Clannad: Hikari Mimamoru Sakamichi de e ilustrado por Rino Fujii, foi serializado entre 21 de junho de 2007 e 21 de agosto de 2008 na revista Comi Digi + da Flex Comix, contendo 11 capítulos. A história para o segundo mangá doi adaptado da coleção de histórias curtas de Clannad de mesmo nome. O primeiro volume de Official Another Story Clannad foi lançado pela Broccoli em 21 de fevereiro de 2008, numa edição limitada e comum, cada um com sua própria capa. A edição limitada incluia um pequeno caderno preto com o emblema da escola de Tomoya na capa. Para comemorar o lançamento, uma sessão de autógrafos com o ilustrador do mangá assinando cópias foi realizada em 2 de março de 2008, na loja Gamers em Nagoia, Japão. O segundo e último volume, novamente em edições limitada e comum, foi lançado em 20 de dezembro de 2008.
Um terceiro mangá de Clannad ilustrado por Shaa começou a ser serializado na edição de agosto de 2007 da Dengeki G's Magazine da ASCII Media Works, publicada em 30 de junho de 2007. O mangá terminou de ser serializado na Dengeki G's Magazine na edição de julho de 2009 e começou a ser serializado na Dengeki G's Festival! Comic entre 26 de outubro de 2009 e 28 de abril de 2014. A ASCII Media Works publicou cinco volumes do mangá Clannad de Shaa sob seu selo Dengeki Comics entre 27 de fevereiro de 2008 e 26 de julho de 2014. Um quarto mangá, intitulado Clannad: Tomoyo Dearest e ilustrado por Yukiko Sumiyoshi, foi publicado em série entre 20 de fevereiro e 20 de agosto de 2008, na revista Dragon Age Pure da Fujimi Shobo. A história é centrada no arco de Tomoyo do romance visual Clannad. Um único volume de Clannad: Tomoyo Dearest foi lançado em 9 de outubro de 2008.
Também houve quatro séries de antologias de mangá produzidas por diferentes empresas e desenhadas por uma infinidade de artistas diferentes. O primeiro volume da primeira série de antologia, lançado pela Ohzora sob o título Clannad, foi lançado em junho de 2004 sob o selo Twin Heart Comics. Os volumes dessa série continuaram a ser lançados até abril de 2005, com o quinto volume. A segunda antologia foi lançada em um único volume pela Jive em 25 de janeiro de 2005, intitulado Clannad Comic Anthology: Another Symphony. A terceira série de antologia foi lançada em dois volumes pela Ichijinsha em 25 de junho de 2004 e 24 de julho de 2004, sob a marca DNA Media Comics; um terceiro volume especial foi lançado muito mais tarde, em 25 de dezembro de 2007. O primeiro volume da última série de antologia, uma coleção de histórias em quadrinhos yonkoma lançada pela Enterbrain sob o título Magi-Cu 4-koma Clannad, foi lançado em 25 de fevereiro de 2008, sob o selo MC Comics; o décimo volume da série foi lançado em 26 de agosto de 2009. Cada uma das séries de antologia é escrita e desenhada por uma média de 20 pessoas por volume.

### CDs dramas
Há dois conjuntos separados de CDs dramas baseados na série Clannad. O primeiro conjunto, produzido pela Frontier Works, contém cinco CDs, cada um focado em uma heroína diferente da história de Clannad, desde Nagisa até Kotomi, Fuko, Kyou e Tomoyo. O primeiro volume foi lançado no Japão em 25 de abril de 2007, como uma edição limitada com uma faixa extra adicionada. O segundo ao quinto volumes foram lançados em incrementos de um mês, entre 25 de maio de 2007 e 24 de agosto de 2007. O segundo conjunto, produzido pela Prototype, contém quatro CDs; o primeiro foi lançado em 25 de julho de 2007. Os volumes dois a quatro foram lançados em intervalos de um mês depois disso, com o último sendo lançado em 24 de outubro de 2007. Cada CD é baseado nas histórias de Official Another Story Clannad: Hikari Mimamoru Sakamichi de. O artista GotoP, que forneceu as ilustrações para os contos, também ilustra as capas dos CDs dramas. Os CDs dramas, com texto e imagens, estão disponíveis como conteúdo para download no Xbox Live e na PlayStation Store ao jogar as versões Xbox 360 e PS3 de Clannad, respectivamente.

### Filme
A Toei Animation (a mesma equipe que trabalhou no anime original de Kanon e no filme de Air) anunciou na Tokyo Anime Fair, em 23 de março de 2006, que um filme de animação seria produzido. O filme Clannad foi lançado em 15 de setembro de 2007, dirigido pelo mesmo diretor do filme Air, Osamu Dezaki, e o roteiro foi escrito por Makoto Nakamura. O filme é uma reinterpretação do enredo de Clannad, que se concentra no arco de história da protagonista Nagisa Furukawa. O filme foi lançado em DVD em três edições: a Edição de Colecionador, a Edição Especial e a Edição Regular, em 7 de março de 2008.

### Séries de anime
Em 15 de março de 2007, a estação de televisão japonesa BS-i anunciou uma série de anime de Clannad por meio de um teaser curto de 30 segundos que foi apresentado no final do último episódio da segunda série de anime de Kanon. Clannad é produzido pela Kyoto Animation, dirigido por Tatsuya Ishihara e escrito por Fumihiko Shimo, que também trabalhou em outras adaptações dos romances visuais de Key, Air e Kanon. O anime foi ao ar entre 4 de outubro de 2007 e 27 de março de 2008, contendo 23 episódios de um total planejado de 24; o horário de transmissão foi anunciado pela primeira vez em 11 de agosto de 2007, no festival Anime Festa da TBS, que também foi quando o primeiro episódio foi exibido. A série de anime foi lançada em um conjunto de oito compilações de DVD lançadas entre 19 de dezembro de 2007 e 16 de julho de 2008, pela Pony Canyon, com cada compilação contendo três episódios. Dos 24 episódios, 23 foram ao ar na televisão, sendo os primeiros 22 episódios regulares, seguidos por um episódio extra. O último episódio foi lançado como um original video animation (OVA) no oitavo DVD, em 16 de julho de 2008, e se passa em um universo alternativo da série de anime, no qual Tomoya e Tomoyo estão namorando, baseado no cenário de Tomoyo no jogo. O episódio OVA foi exibido em 31 de maio de 2008, para um público de quatrocentas pessoas escolhidas por meio de uma campanha de cartões postais enviados pelo correio. Um box set em Blu-ray de Clannad foi lançado em 30 de abril de 2010.
Após o final do 23.º episódio da primeira série de anime de Clannad, um teaser de 15 segundos foi ao ar promovendo uma segunda temporada intitulada Clannad After Story. O anime é novamente animado pela Kyoto Animation e anima o arco After Story do romance visual, que é uma continuação da história de Nagisa, contendo 24 episódios. A mesma equipe e o mesmo elenco do primeiro anime foram usados e a série foi transmitida no Japão entre 3 de outubro de 2008 e 26 de março de 2009. Dos 24 episódios, 22 são regulares, o 23.º é um episódio extra e o último é um episódio de resumo que mostra os destaques da série. Os episódios foram lançados em oito volumes de compilação de DVD entre 3 de dezembro de 2008 e 1 de julho de 2009. O oitavo volume de DVD veio com um episódio OVA adicional ambientado em um universo alternativo da série de anime, onde Tomoya e Kyou estão namorando. O episódio OVA foi pré-estreado em 24 de maio de 2009, para um número limitado de pessoas. Um box set em Blu-ray de Clannad After Story foi lançado em 20 de abril de 2011, no Japão, com legendas em inglês.
Para a primeira temporada, o tema de abertura é "'Mag Mell' (cuckool mix 2007)", de Eufonius, e o tema final é "Dango Daikazoku", de Chata. Para a segunda temporada, o tema de abertura é "Toki o Kizamu Uta" e o tema de encerramento é "Torch"; ambas as músicas são cantadas por Lia.

### Web rádio
Um programa de web rádio para promover a série de anime Clannad chamada Nagisa to Sanae no Omae ni Rainbow foi transmitido entre 5 de outubro de 2007 e 3 de outubro de 2008, contendo 52 episódios. O programa, produzido pela Onsen e Animate TV, foi apresentado por Mai Nakahara, que interpretou Nagisa Furukawa no anime, e Kikuko Inoue, que interpretou Sanae Furukawa, e foi transmitido on-line toda sexta-feira. Vários dubladores da adaptação do anime apareceram no programa como convidados, incluindo Ryō Hirohashi (como Kyou), Atsuko Enomoto (como Yukine), Akemi Kanda (como Ryou), Yuichi Nakamura (como Tomoya) e Daisuke Sakaguchi (como Youhei). Uma compilação de CD de dois discos contendo as 13 primeiras transmissões do programa foi produzida em 18 de junho de 2008. A segunda compilação de CD com dois discos, contendo da 14.ª à 26.ª transmissões, foi lançada em 15 de outubro de 2008, e um terceiro volume de CD foi lançado em 19 de novembro de 2008. Um quarto e último volume foi lançado em 18 de fevereiro de 2009, contendo o restante das transmissões.
Um segundo programa de web rádio para promover a série de anime Clannad After Story, chamado Nagisa to Sanae no Omae ni Hyper Rainbow foi transmitido entre 10 de outubro de 2008 e 10 de abril de 2009, contendo 26 episódios, 2008 e 10 de abril de 2009, contendo 26 episódios. O programa também foi produzido pela Onsen e pela Animate TV, e era transmitido on-line toda sexta-feira. O programa tinha três apresentadores, incluindo as duas anteriores e Ryōtarō Okiayu, que interpreta Akio Furukawa na série de anime. Duas compilações de CD de dois discos foram lançadas contendo as transmissões dos segundos programas de rádio, a primeira lançada em 18 de fevereiro de 2009, seguida pela segunda em 29 de maio de 2009.